# Воинское кладбище № 223 (Бжостек)
Воинское кладбище № 223 (пол. Cmentarz wojenny nr 223) — воинское кладбище, расположенное в городе Бжостек, Подкарпатское воеводство, Польша. Кладбище входит в группу Западногалицийских воинских захоронений времён Первой мировой войны. На кладбище похоронены военнослужащие Австро-Венгерской армии, погибшие в мае 1915 года во время Первой мировой войны. Некрополь находится при входе на приходское кладбище.

## История
Кладбище было основано Департаментом воинских захоронений К. и К. военной комендатуры в Кракове в 1915 году. На кладбище площадью 26 квадратных метра находится 1 братская могила, в которой похоронены 42 австрийских солдата. Автором некрополя был австрийский архитектор Густав Россман.
В непосредственной близости от некрополя располагаются воинские кладбища № 224 и № 225.

## Источник
- Oktawian Duda: Cmentarze I wojny światowej w Galicji Zachodniej. Warszawa: Ośrodek Ochrony Zabytkowego Krajobrazu, 1995. ISBN 83-85548-33-5.
- Roman Frodyma Galicyjskie Cmentarze wojenne t. II Okolice Tarnowa (Okręgi V—VII), Oficyna Wydawnicza «Rewasz», Pruszków 1998, ISBN 83-85557-38-5